# Habranthus magnoi
Habranthus magnoi är en amaryllisväxtart som beskrevs av Pierfelice Ravenna. Habranthus magnoi ingår i släktet Habranthus och familjen amaryllisväxter. Inga underarter finns listade i Catalogue of Life.